# Macrocarpaea jensii
Macrocarpaea jensii är en gentianaväxtart som beskrevs av Jason Randall Grant och Struwe. Macrocarpaea jensii ingår i släktet Macrocarpaea och familjen gentianaväxter. Inga underarter finns listade i Catalogue of Life.